# James Pradier

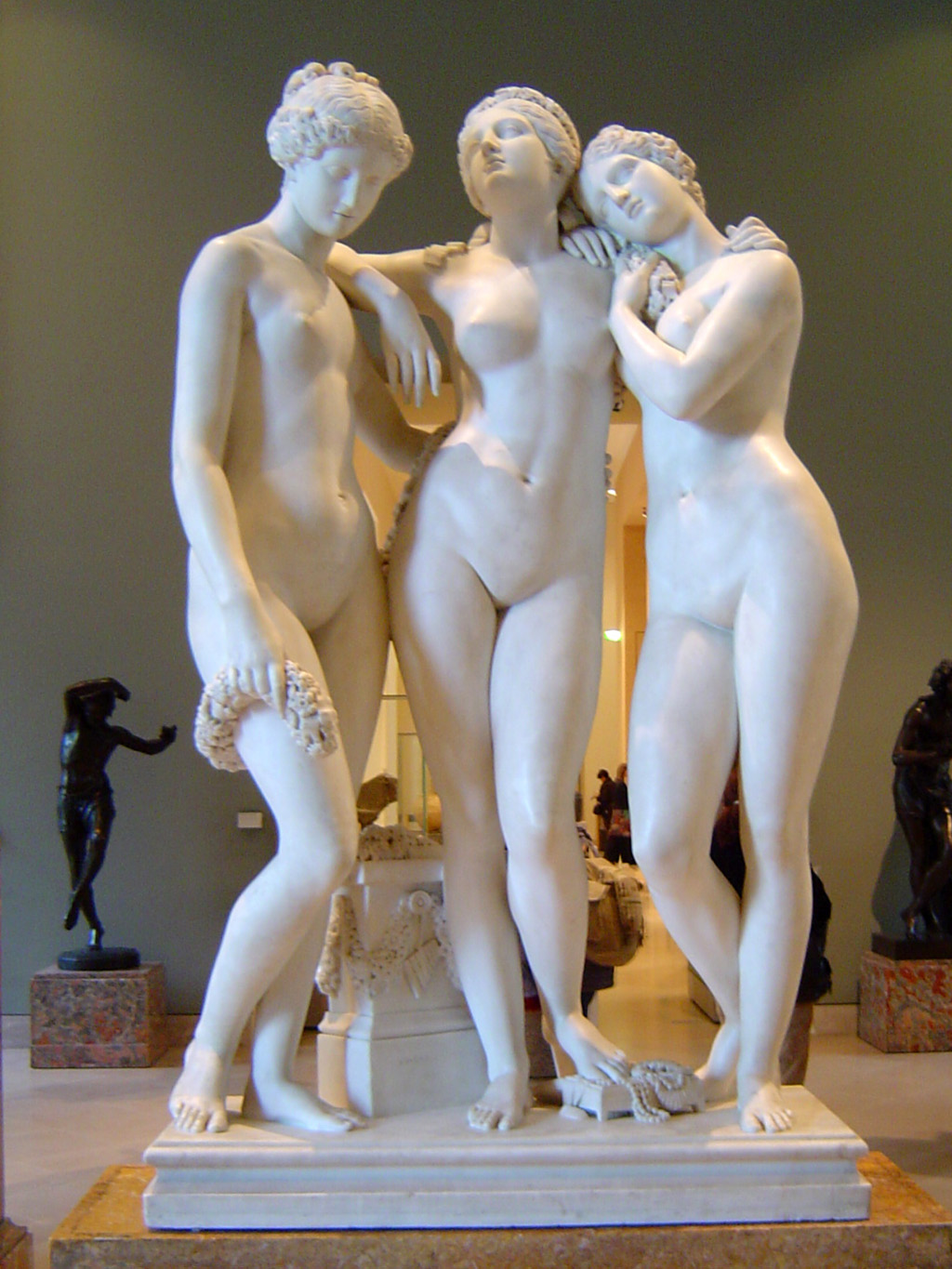
Trzy Gracje, wystawione w 1831 w Salonie

Jean Jacques Pradier (ur. 23 maja 1790 w Genewie, zm. 4 czerwca 1852 w Bougival) – francuski rzeźbiarz akademicki.

## Życiorys
Studia artystyczne rozpoczął w Paryżu, następnie jako laureat Prix de Rome do 1819 r. przebywał w Rzymie, gdzie kontynuował swoją edukację. Jednym z jego podstawowych zajęć w czasie rzymskich studiów było wykonywanie kopii rzeźb starożytnych. W 1827 r. uzyskał tytuł profesora paryskiej École de Beaux-Arts. Udało mu się uzyskać wiele prestiżowych zleceń, takich jak praca nad reliefami Łuku Triumfalnego na Placu Gwiazdy. Większość jego dzieł zdobi budynki i pomniki Paryża. Tworzył także kompozycje figuralne w oparciu o wątki mitologiczne. Stylistycznie jego twórczość wpisuje się w ramy akademickiego klasycyzmu, jednakże w twórczości portretowej dostrzegalny jest także wpływ nurtu romantycznego.
Ważniejsze prace:
- część reliefu na Łuku Triumfalnym (1833)
- otoczenie sarkofagu cesarza Napoleona Bonaparte w Kościele Inwalidów w Paryżu w formie 12 figur alegorycznych
- dekoracja fontanny Moliera
- alegerie Strasburga i Lille na placu Zgody
- Toaleta Atalanty (1850)
- Niobida
- Trzy Gracje